# محمودآباد (مینودشت)
محمودآباد، روستایی است از توابع بخش گالیکش شهرستان مینودشت در استان گلستان ایران.

## جمعیت
این روستا در دهستان ینقاق قرار داشته و بر اساس سرشماری سال ۱۳۸۵ جمعیت آن ۱٬۲۲۱ نفر (۲۵۵ خانوار)
بوده است.